# Bābā Ramaẕān
Bābā Ramaẕān (persiska: بابا رمضان) är en ort i Iran.   Den ligger i provinsen Khorasan, i den nordöstra delen av landet, 700 km öster om huvudstaden Teheran. Bābā Ramaẕān ligger 1 074 meter över havet och antalet invånare är 273.
Terrängen runt Bābā Ramaẕān är huvudsakligen kuperad, men söderut är den bergig. Runt Bābā Ramaẕān är det ganska tätbefolkat, med 185 invånare per kvadratkilometer. Närmaste större samhälle är Īdah Līk, 9,3 km öster om Bābā Ramaẕān. Omgivningarna runt Bābā Ramaẕān är i huvudsak ett öppet busklandskap.